# Lynndie England

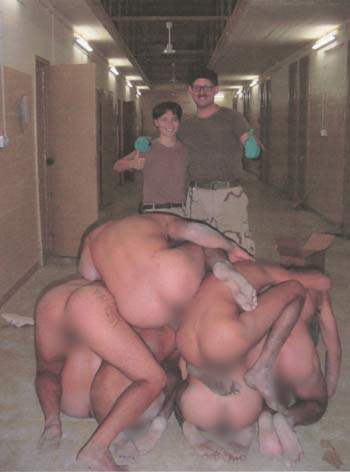
Lynndie England en Charles Graner poseren achter een piramide van Iraakse gevangenen.

Lynndie Rana England (Flatwoods (Kentucky), 8 november 1982) is een voormalig Amerikaanse reserviste, die samen met haar toenmalige vriend Charles Graner het symbool werd van de mishandelingen van Iraakse gevangenen in de Abu Ghraib-gevangenis.

## Biografie
England groeide samen met haar ouders, zus en broertje op in Fort Ashby (West Virginia). Het gezin had moeite om van het kleine beetje geld dat ze hadden rond te komen en woonde op een trailerpark.
England kwam als kind al in aanraking met agressie: haar vader was gewelddadig tegen het gezin. Op school was ze 'een volger'. Na haar school meldde ze zich op zeventienjarige leeftijd als reservist aan bij het leger. Ze hoopte daar geld te kunnen verdienen en te leren.
In 2003 werd England uitgezonden naar Irak, waar de door de regering-Bush gestarte Irakoorlog woedde. Ze kreeg een administratieve functie in de Abu Ghraib-gevangenis in Bagdad; ze moest gevangenen inboeken.

## Het schandaal
In de gevangenis ontmoette ze de toen 35-jarige bewaker Charles Graner. Ze kregen een relatie. Met enkele andere soldaten martelde en misbruikte het tweetal zo'n tien gevangenen. Tevens legden ze dat vast op camera. Onder andere is England te zien naast een naakte gevangene (van wie het hoofd bedekt is met een plastic zak) terwijl ze naar diens genitaliën wijst.
De beelden die toen zijn gemaakt werden in april 2004 openbaar gemaakt. De foto's werden algemeen als zeer schokkend ervaren. In de islamitische wereld was men zo mogelijk nog ernstiger geschokt, omdat het in deze cultuur als toppunt van vernedering wordt beschouwd om mensen naakt te tonen.
Omdat England op veel van de foto's prominent in beeld was, is ze samen met haar vriend het symbool geworden voor de martelingen door Amerikaanse soldaten. Meteen na de bekendmaking van de foto's werden de betrokken soldaten opgepakt. Het is tot op heden onduidelijk in hoeverre de martelingen en vernederingen van hogerhand georganiseerd zijn.
England verscheen op 2 mei 2005 voor de militaire rechter in Fort Hood, Texas. In ruil voor strafvermindering bekende ze op zeven van de negen aanklachten schuld. Op 26 september 2005 werd ze op zes van de zeven aanklachten schuldig bevonden, waarna ze op 27 september 2005 tot drie jaar celstraf werd veroordeeld door een jury van vijf militaire officieren. Tevens kreeg ze oneervol ontslag uit het leger.